# Lycophidion albomaculatum
Lycophidion albomaculatum är en ormart som beskrevs av Steindachner 1870. Lycophidion albomaculatum ingår i släktet Lycophidion och familjen snokar. Inga underarter finns listade i Catalogue of Life.
Arten förekommer i västra Afrika från Senegal, Guinea Bissau och norra Sierra Leone till södra Mauretanien, Mali och nordvästra Elfenbenskusten. Den lever i savanner och öppna skogar. Honor lägger ägg.
För beståndet är inga hot kända. IUCN listar arten som livskraftig (LC).